# Дивизионна ветеринарна лечебница
Дивизионните ветеринарни лечебници са ветеринарни военновременни формирования, действали към съответните дивизии на българската войска и взели участие в Балканската (1912 – 1913), Междусъюзническата (1913), Първата световна (1915 – 1918) и Втората световна война (1941 – 1945).

## Първа световна война (1915 – 1918)
По време на войната действат следните дивизионни ветеринарни лечебници:
- 1-ва дивизионна ветеринарна лечебница (1915 – 1917)
- 2-ра дивизионна ветеринарна лечебница (1915 – 1918)
- 3-та дивизионна ветеринарна лечебница
- 4-та дивизионна ветеринарна лечебница (1915 – 1918)
- 5-а дивизионна ветеринарна лечебница (1915 – 1918)
- 6-а дивизионна ветеринарна лечебница (от 1915)
- 7-а дивизионна ветеринарна лечебница (1915 – 1918)
- 8-а дивизионна ветеринарна лечебница (1915 – 1918)
- 10-а дивизионна ветеринарна лечебница (1915 – 1918)
- 11-а дивизионна ветеринарна лечебница (1915 – 1918)
- 12-а дивизионна ветеринарна лечебница (1917 – 1918)

## Втора световна война (1941 – 1945)
По време на Втора световна война (1941 – 1945) в българската войска действат полкови, дивизионни, армейски и една Общовойскова ветеринарна лечебница. В полковите ветеринарни лечебници (пехотни, артилерийски и конни полкове и в артилерийските отделения) се оставят за лекуване ранените и болни животни, които могат да следват войските и се предполага, че ще оздравят в срок от 10 дена. В дивизионните, които са с капацитет 50 коня, се оставят коне за срок на лечение от 10 до 20 дена, а в армейските, които са с капацитет 150 коня – за срок на лечение от 20 до 30 дена. В Общовойсковата ветеринарна лечебница се приемат за лекуване всички евакуирани от армейските ветеринарни лечебници и от общовойсковите подразделения ранени и болни животни.
По време на войната действат следните дивизионни ветеринарни лечебници:
- 1-ва гвардейска дивизионна ветеринарна лечебница (1945)
- 1-ва дивизионна ветеринарна лечебница (1941 – 1944)
- 2-ра дивизионна ветеринарна лечебница (1940 – 1941; 1943 – 1944)
- 3-та дивизионна ветеринарна лечебница (1941; 1944 – 1945)
- 4-та дивизионна ветеринарна лечебница (1940 – 1941; 1943; 1944 – 1945)
- 5-а дивизионна ветеринарна лечебница (1940; 1941 – 1943; 1944)
- 6-а дивизионна ветеринарна лечебница (1941; 1942; 1944)
- 7-а дивизионна ветеринарна лечебница (1941; 1943 – 1944)
- 8-а дивизионна ветеринарна лечебница (1941; 1944 – 1945)
- 9-а дивизионна ветеринарна лечебница (1940 – 1945)
- 10-а дивизионна ветеринарна лечебница (1941; 1944 – 1945)
- 11-а дивизионна ветеринарна лечебница (1941 – 1943; 1944 – 1945)
- 16-а дивизионна ветеринарна лечебница (1943 – 1944; 1944 – 1945)
- 17-а дивизионна ветеринарна лечебница (1942; 1944)